# Ruanda világörökségi helyszínei
Ruanda területéről eddig két helyszín került fel a világörökségi listára. 
| | A népirtás emlékhelyei: Nyamata, Murambi, Gisozi és Bisesero |
| 2023 |                                                              |
| Kulturális (VI) |                                                              |
| Védett terület: 24,65 ha, puffer zóna: 136,16 ha, hivatkozás: 1586 |                                                              |
| 1994 áprilisa és júliusa között becslések szerint egymillió embert öltek meg Ruandában az Interahamwe nevű fegyveres hutu milíciák. Áldozataik főleg a tuszik és a mérsékelt hutuk közül kerültek ki. A világörökségi helyszínhez négy emlékhely tartozik, ezeket a népirtás áldozatainak emlékére hoztak létre. Kettő közülük mészárlás helyszíne volt, az egyik Nyamata dombjára 1980-ben épült katolikus templom a másik egy 1990-ben épített műszaki iskola Murambi dombján. Kigali városban a Gisozi dombon építették meg 1999-ben a Kigali népirtás emlékhelyét, ahol 250 000 áldozat földi maradványait temették el. Az ország nyugati részén fekvő Bisesero dombján azoknak állítottak emléket akik több mint két hónapon keresztül ellenálltak az elkövetőknek, mielőtt őket is megölték. |                                                              |

| | Nyungwe Nemzeti Park |
| 2023 |                      |
| Természeti (X) |                      |
| Védett terület: 101 963,67 ha, puffer zóna: 10 082,22 ha, hivatkozás: 1697 |                      |
| Az érintetlen erdőkből, tőzeglápokból, lápokból, bozótosokból és füves pusztákból álló, több védett területet magába foglaló világörökségi helyszín fontos szerepet tölt be a közép-afrikai erdők megőrzésében élőhelyet biztosítva a rendkívül változatos növény- és állatvilágnak. A parkban található meg számos veszélyeztetett faj legnagyobb természetes populációja, közéjük tartozik a globálisan veszélyeztetett kelet-afrikai csimpánz (Pan troglodytes schweinfurthii), az aranycerkóf (Cercopithecus mitis ssp. kandti) és a kritikusan veszélyeztetett hegyi patkósdenevér (Rhinolophus hillorum). A park ezen kívül tizenkét globálisan veszélyeztetett emlős- valamint madárfajnak is menedéken nyújt. A terület az itt élő 317 madárfajjal Afrika egyik legfontosabb madárvédelmi helyszínének számít. |                      |

## Elhelyezkedésük
| A népirtás emlékhelyei Nyungwe Nemzeti Park |